# Thea Grosvold
Thea Grosvold (* 31. Januar 1990 in Oslo) ist eine norwegische Skirennläuferin. 

## Biografie
Grosvold gewann 2003 den Slalom und 2005 Slalom und Riesenslalom beim Whistler Cup und war 2003 auch beim Trofeo Topolino in Slalom und Riesenslalom erfolgreich. Zur Saison 2005/06 wurde sie in den Kader des norwegischen Skiverbands aufgenommen und bestritt Ende November 2005 ihre ersten FIS-Rennen. Im Februar 2006 gab sie ihr Debüt im Europacup, wo sie ab der Saison 2006/07 regelmäßig an den Start ging. Ihre erste Platzierung unter den besten 30 erreichte sie am 6. Januar 2007 mit Platz 14 beim Slalom in Melchsee-Frutt, das erste und bislang einzige Top-Ten-Resultat in dieser Rennserie war ein sechster Platz, erzielt am 5. Dezember 2010 beim Super-G in Kvitfjell. Kurz zuvor hatte sie am 23. Oktober 2010 beim Riesenslalom in Sölden ihr Debüt im Weltcup gegeben, dort als Vorletzte des ersten Durchgangs die Finalqualifikation allerdings deutlich verpasst. 
Zwischen 2006 und 2010 bestritt Grosvold insgesamt 19 Rennen bei Juniorenweltmeisterschaften. Ihre besten Ergebnisse erreichte sie mit Platz acht (2008) und elf (2007) jeweils in der Kombinationswertung. Bei norwegischen Meisterschaften konnte sie bislang fünf Meistertitel gewinnen: 2007 war sie in Super G und Super Kombination erfolgreich, 2008 und 2009 in der Abfahrt sowie 2010 im Slalom. Am 16. Dezember 2010 erlitt Grosvold in der Europacup-Abfahrt von St. Moritz eine schwere Knieverletzung, aufgrund derer sie zwei Jahre pausieren musste und erst im Januar 2013 ihr Renncomeback gab.

## Erfolge

### Juniorenweltmeisterschaften
- Québec 2006: 16. Kombination, 33. Abfahrt, 43. Slalom, 43. Super G, 51. Riesenslalom,
- Altenmarkt/Flachau 2007: 11. Kombination, 18. Slalom, 25. Super G, 27. Abfahrt, 47. Riesenslalom
- Formigal 2008: 8. Kombination, 17. Slalom, 20. Super G, 21. Abfahrt, 36. Riesenslalom
- Garmisch-Partenkirchen 2009: 16. Abfahrt, 26. Riesenslalom, 32. Super G
- Region Mont Blanc 2010: 17. Super G, 17. Riesenslalom, 17. Slalom

### Europacup
- 1 Platzierung unter den besten Zehn

### Weitere Erfolge
- 5 norwegische Meistertitel (Super G und Super Kombination 2007, Abfahrt 2008 und 2009, Slalom 2010)
- 2 norwegische Juniorenmeistertitel (Slalom 2009, Riesenslalom 2010)
- 22 Siege in FIS-Rennen